# Vinhais
Vinhais là một huyện thuộc tỉnh Bragança, Bồ Đào Nha. Huyện này có diện tích 695 km², dân số thời điểm năm 2001 là 10646 người.